# شاشة لمس

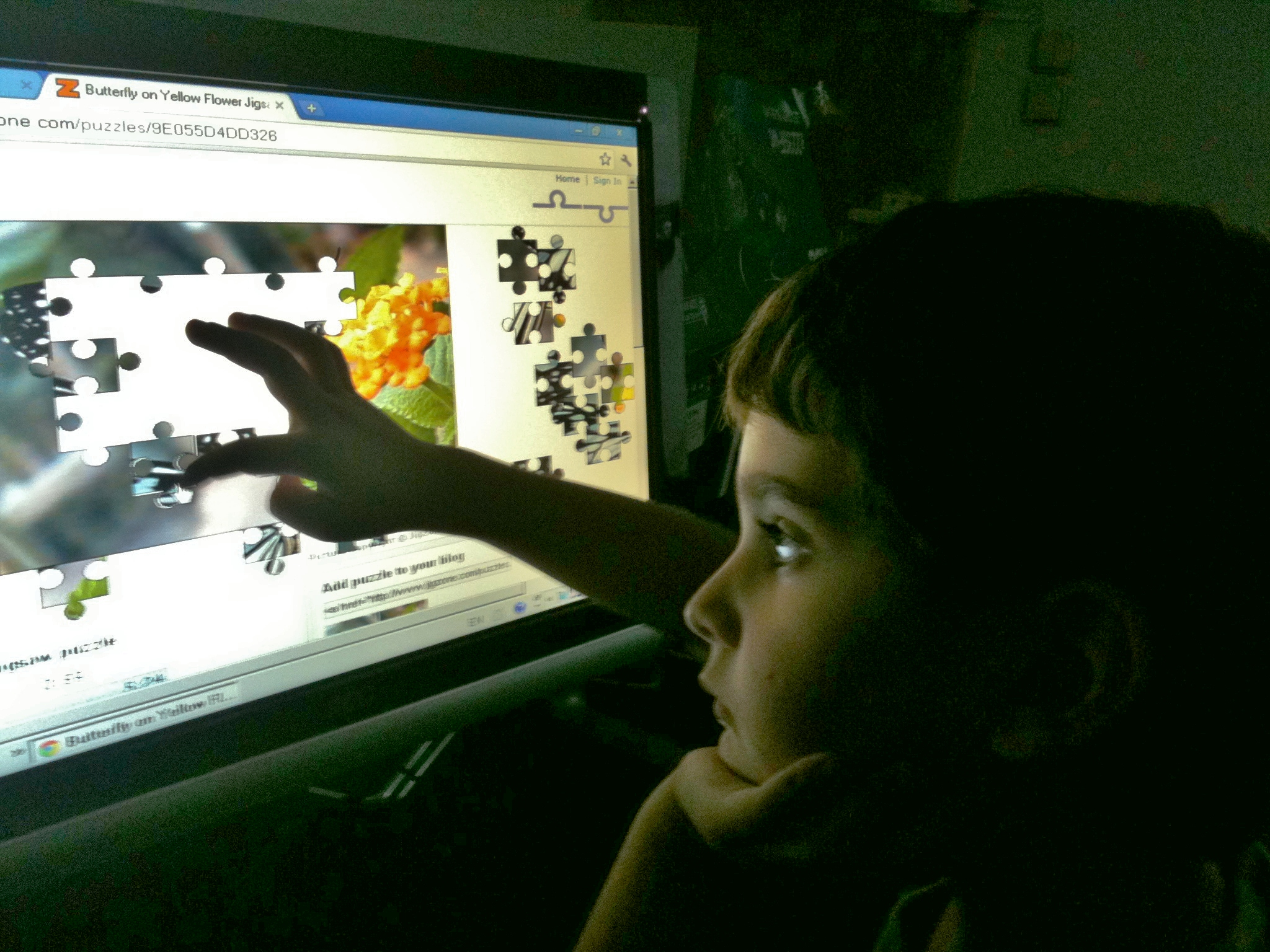
شاشة لمس حاسوبية

شاشة اللمس (بالإنجليزية: Touch screen) وهي طبقة شفافة تغطي شاشة العرض في الجوالات أو الحاسبات اللوحية، تقوم بالتحسس لحركات اليد وللكتابة عليها بواسطة قلم خاص.

## تقنيات
هناك العديد من تقنيات شاشات اللمس، ومما يذكر منها:

### التكاثفية
شاشات اللمس التكاثفية (بالإنجليزية: Capacitive Touchscreen) تستند في عملها على فرق الكُمُون (الجهد الكهربائي) بين سطح الشاشة ورأس إصبع المستخدم لتوليد تيار كهربائي يعرف مكان الإصبع على الشاشة، مستفيدةً من الشحنات الكهربائية التي يحملها جسم الإنسان. من أهم إيجابياتها دعمها للمس المتعدد وامتصاصها لـ 10% فقط من ضوء الشاشة الأصلية مما يزيد بشكل كبير في وضوحها. لكن وبسبب اعتمادها على الشحنات المحمولة في جسم الإنسان فإنها لا تقبل التعامل معها من خلال الأقلام.
وتتميز بأنها أكثر وضوحا في ضوء الشمس من الشاشة المقاومية .

### المقاومية

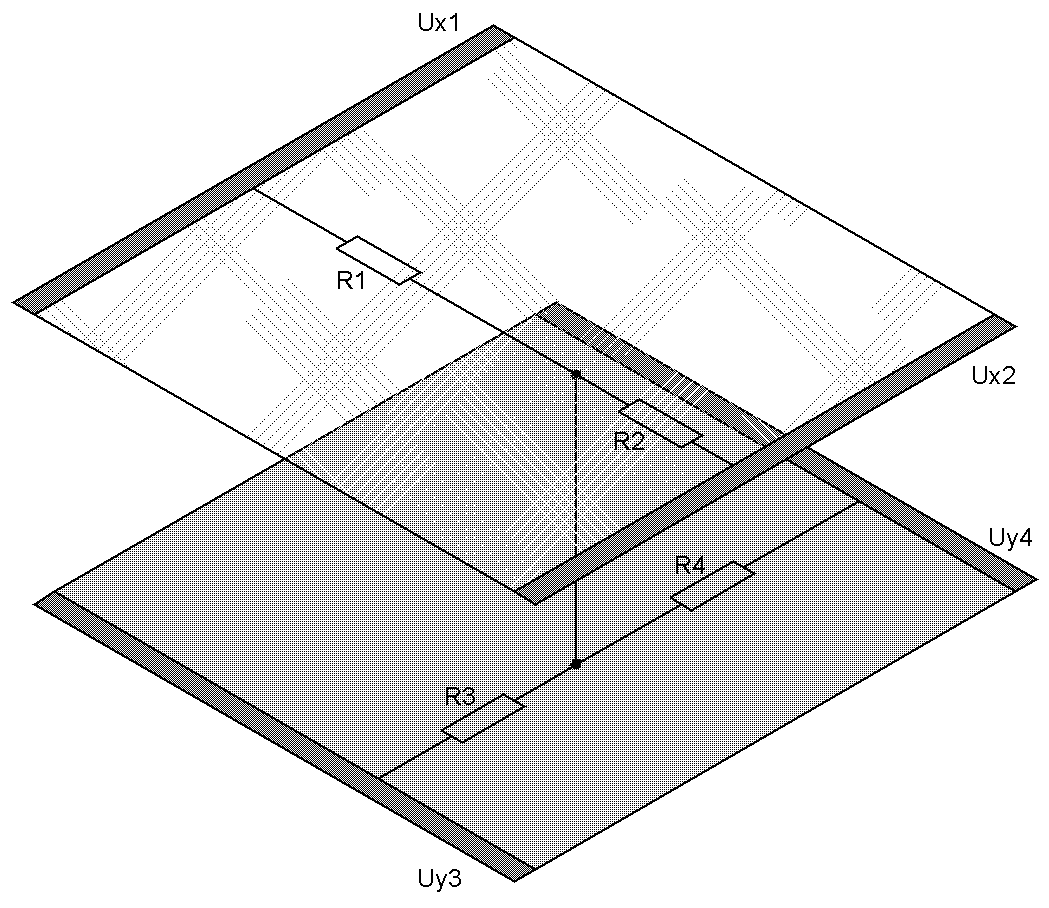
طريقة عمل
شاشة لمس مقاومية.

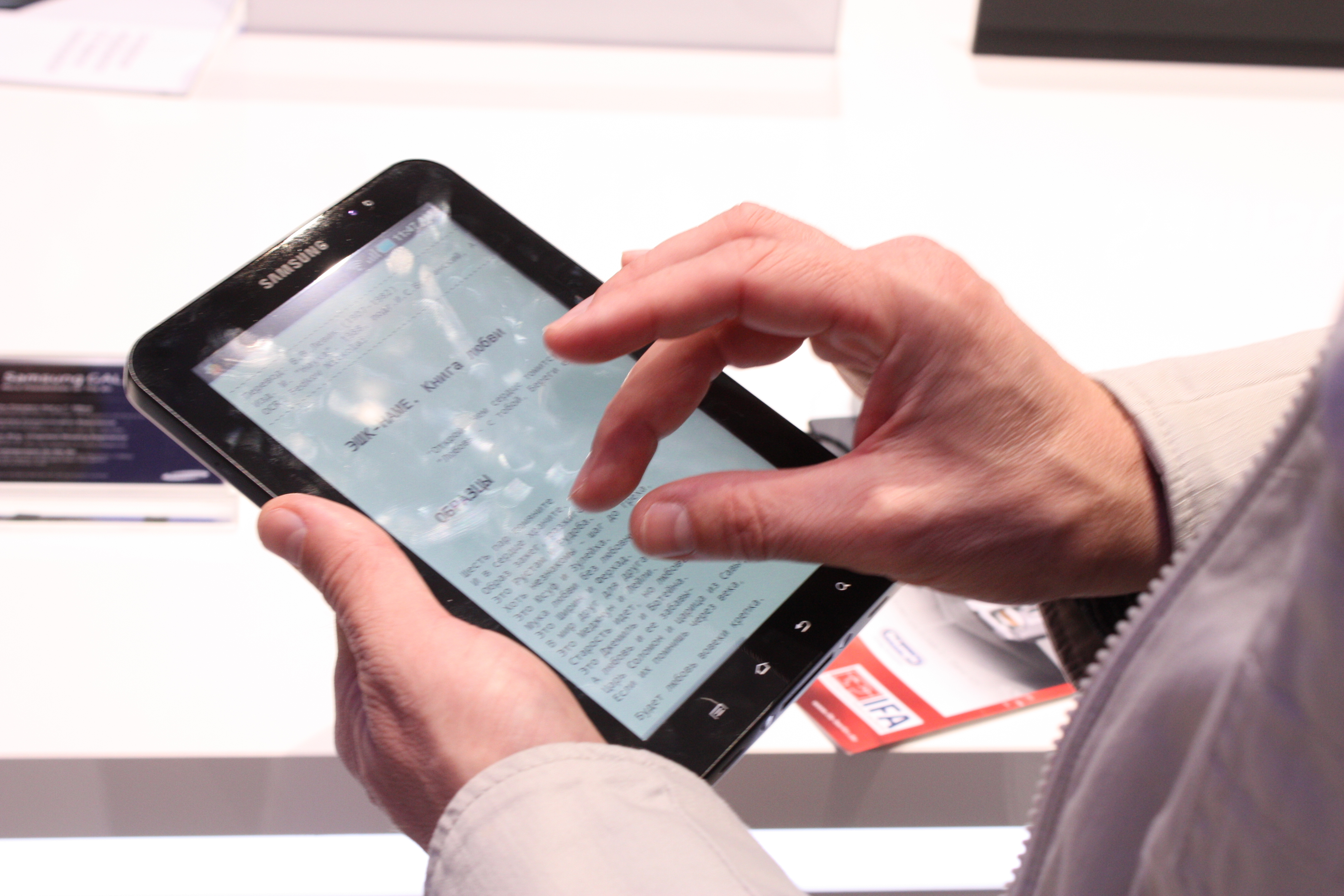
"سامسونج جلاكسي تاب" : باللمس المتعدد

شاشات اللمس المقاومية (بالإنجليزية:  Resistive Touchscreen) وتعتمد على تغير المقاومة الكهربائية للنقطة الملموسة من الشاشة مما يتسبب بمرور تيار كهربائي يعبر عن النقطة الملموسة. من أهم حسناتها إمكانية الكتابة عليها بواسطة القلم أما سيئتها الرئيسية فهي أنها تمتص حوالي 25% من الضوء المنبعث من الشاشة الأصلية مما يسبب خفوت إضائتها، كما أن مبدأ عملها لا يدعم ميزة اللمس المتعدد.
شاشة اللمس التي تعتمد على الاشعة تحت الحمراء
هي شاشة جد مقاومة ولها مدة استعمال طويلة مقارنة بالشاشات التي تعتمد على الاستعمال الميكانيكي (الضغط بواسطة الأصبع مثلا).
تتكون هذه الشاشة من من اطار به مرسلات ومستقبلات للأشعة تحت الحمراء ولوح زجاج مسطح، هذا اللوح
ليس له دورا في عملية اللمس . بالمحادات مع الشاشة نجد شبكة من الحزمات الضوئية غير المرئية عمودية وأخرى أفقية، عندما نضع
القلم أو الأصبع على الشاشة يقع قطع للحزمتين العمودية والأفقية ممايعطي لمستقبلي هاتين الحزمتين إشارة عدم التوصل بالشعاع.
عن طريق هاذين المستقبلين تتحدد إحداثيتي موضع اللمس (x,y).
أخيرا يقوم المراقب الأتوماتيكي للجهاز الإلكتروني بتنفيذ الوظيفة المرجوة منه عند مكان اللمس

## اقرأ أيضاً
- جريدباد